# Melismă
Melisma (gr: μέλος, melos, însemnând „arie, melodie, cântec”), în muzică, reprezintă un ornament muzical ce constă în interpretarea unei singure silabe pe o succesiune de note. În culturile antice, această tehnică vocală a fost utilizată pentru hipnoză, în ritualurile de inițiere și în cele de venerare religioasă. Vechii greci o foloseau pentru incantațiile dedicate zeităților, melisma întâlnindu-se și la majoritatea religiilor din Orientul Mijlociu. În secolul XIX, acest ornament muzical începe să fie folosit și bisericile afro-americane și mai apoi integrat în muzica gospel și R&B. Cântul gregorian este recunoscut pentru melismele sale caracteristice, papa Grigore al XIII-lea dorind excluderea lor din interpretarea acestuia. În anii 90, cântărețe ca Whitney Houston sau Mariah Carey s-au remarcat prin utilizarea acestei tehnici, iar în anii 2000, presa a dus în atenție folosirea ei în exces de către concurenții de la American Idol sau The X Factor.

## Istoric
Melisma a fost utilizată pentru a hipnotiza ascultătorii de popoarele antice, fiind inclusă în cânturi și în anumite ritualuri. Se întâlnește și în cultura indiană, în cântarea Torei. Ulterior, acest ornament muzical a fost preluat de către greci în incantațiile lor dedicate zeităților și mai apoi de către creștini, cu precădere de către catolici, care le-au introdus în cântul gregorian. Papa Grigore al XIII-lea a propus eliminarea lor din cânturi la sfârșitul anilor 1500, însă acțiunile sale nu au fost finalizate. Astfel la finele anilor 1800, Biserica catolică a anulat toate modificările realizate de el. În muzica gregoriană există două genuri melismatice: genul mediu melismatic și cel intens melismatic. Majoritatea religiilor din Orientul Mijlociu folosesc această tehnică vocală. Afro-americanii au început să utilizeze melismele odată cu răspândirea bisericilor gospel la începutul secolului 20. În anii anii 1950, acest ornament a fost introdus în muzica R&B și soul. Whitney Houston și Mariah Carey au fost solistele anilor 1990 ce au adus melismele în muzica pop, iar în anii 2000 această tehnică vocală este destul de folosită de către Beyoncé, Kelly Clarkson, Mary J. Blige, Christina Aguilera și alții.

## Scop
În muzica gregoriană, melismele au rolul de „a face scările muzicale mai puțin mohorâte și plictisitoare”, Rembert Herbert afirmând despre atribuția acestora: „presupun că pasajele melismatice reprezintă un punct de întâlnire între liniște și vorbire, un fel de pod ce le unește, care se comportă ca un ghid ce ne ajută să localizăm vocea autentică a recitării. Este ca și cum ne arată cum sa fim nemișcați când suntem în mișcare, ne ajută să găsim tipul de energie de care avem nevoie. Dacă dorim să descoperim acest caracter al nemișcării vii în melisme, trebuie să le interpretăm nu ca frazele «legato» clasice (...), ci ca pe niște momente momente tăcute. ce vin de nicăieri și se îndreaptă spre nicăieri, ca și cum cântăreții ar putea rămâne la orice notă, în orice moment”.
Anthony Heilbut, producător muzical și autorul cârții The Gospel Sound: Good News and Bad Times consideră că melisma utilizată în muzica gregoriană „poate face ca sensul cântecului să devină mai înălțător, atât pentru interpret cât și pentru credincioși”, iar cele folosite în bisericile afro-americane „își au rădăcinile în bocetele din folclor și în tonalitatea tristă”.
PopEntertainment.com critică utilizarea în exces a acestui ornament muzical, afirmând faptul că „vocea interpreților actuali dansează pe o notă” și că „prin supra-interpretarea cântecului (...), soliștii contribuie fără să știe la banalizarea muzicii de azi. Este destul de trist că interpreții, în mare parte din cauza folosirii în exces a melismelor, ucid piesa”.

## Forme

Tril

Melisma este divizată în patru categorii: tril, grupetto, fortis și mordent.
Trilul (exemplu) este un ornament muzical ce constă în alternarea rapidă intre două note adiacente, de obicei un ton și un semiton. Tactarea trilului se face de obicei împreună cu nota naturală ce urmează conform scării diatonice, iar mărimea intervalului dintre acestea depinde de armură. În muzica modernă, trilul este în general indicat de  literele tr (sau se notează doar cu t) puse deasupra trilului. Uneori, mai ales în notațiile din perioadele clasicismului și barocului, este urmat de o linie ondulată.

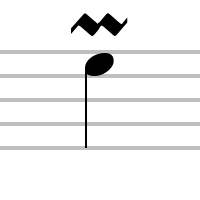
Mordent

Mordent (exemplu) este un ornament muzical ce implică interpretarea unei note foarte rapid împreună cu cea de deasupra ei (mordent superior) sau cu cea de sub ea (mordent inferior). În general, se notează cu o buclă deasupra notei.
Grupetto (exemplu) este un ornament melodic (notat prin semnul ~ plasat deasupra unei note) format din execuția a patru sunete într-o singură bătaie (împreună cu sunetul principal), făcându-se abstracție de cele două sunete vecine, cel inferior și cel superior.
Fortis (exemplu) reprezintă o articulare a organelor vorbirii cu o considerabilă tensiune musculară sau cu o inspirație foarte adâncă.

## Execuție și exemple

### Muzica religioasă
În bisericile gospel ale afro-americanilor, melisma era interpretată astfel: „de obicei, o persoană recita un vers sau o linie din portativul cântecului. Apoi credincioșii repetau utilizând variațiunile personale. Efectul coral era imens.” Anthony Heilbut consideră că în timp, „cu cât mai excentrice erau vocalizele, cu atât mai amuzată era audiența.”
Alleluia are următoarea structură: începe cu o intonare scurtă (aproape silabică) a cuvântului alleluia, reluată apoi de către cor. Ultima silabă continuă cu o melismă (numită jubilare) construită cu repetiții variate, simetrii interne, articulare prin formule cadențiale. Urmează un solist sau o formație mică cu un verset moderat melismatic care folosește uneori jubilarea și de obicei se sfârșește cu o variantă a recitării de la început (aici cântă și corul). Partea se încheie repetând alleluia în tutti. În unele versiuni arhaice se interpretează de trei ori jubilarea, iar de fiecare dată se cântă o variantă mai lungă, aceasta fiind probabil o urmare a cântării improvizatorice.
Fragmentul pentru cor „For Unto Us a Child Is Born” din oratoriul Messiah de Georg Friedrich Händel conține numeroase exemple de melismă. Fraza cu cea mai lungă melismă începe cu al treisprezecelea timp din partea sopranei și se termină cu a doua măsură a timpului cincisprezece.

### Muzica pop
„Vision of Love”, cântecul de debut al lui Mariah Carey, a fost numit de revista The Village Voice piesa ce a pornit moda melismei, iar The New Yorker a descris-o ca fiind „Magna Carta a melismei”, Sasha Frere-Jones de la această publicație declarând: „[discul single] începe cu câteva măsuri de melismă draguță, [interpretată] fără cuvinte, ca și cum Carey s-ar fi încălzit și se termină cu două pasaje puternice de melismă, unul dintre el fiind o extensie a-cappella a cuvântului «all» care poate fi transcris forțat ca «ah-ha-uh-uh-oh-oo-oh-ooah-ha-uh-uh-oh-oo-oh-oo-ah-oh».”
„I Will Always Love You” interpretat de Whitney Houston și apărut pe coloana sonoră a filmului The Bodyguard conține melisme. Simon Castles a scris pentru The Age: „gândiți-vă doar la Whitney Houston care-și tremură calea [printre versurile] «I Will Always Love You (ou-ooo-aah-oou)».” Michael Katzif afirmă că acest cântec conține melisme provenite de la sunetele prelungite „iiieeee-eyes” și „ooooeeeooos”.
Concurenții de la American Idol au fost criticați de către presă pentru utilizarea în exces a acestui ornament muzical. Situl npr.org comentează: „uneori ei abuzează și suprautilizează aceasta tehnică în cântece. În cel mai rău caz, îl pot împărți într-un legato fără emoție care pare a fi înstrăinat și poate provoca vaiete. În plus, nu ai idee ce cuvânt interpretează.” The Guardian critică concurenții de la The X Factor care folosesc melisma în interpretările lor: „ei fac un spectacol privilegiat din aceste jocuri melismatice; o persoană cântând piesa altcuiva, prin intermediul unui dinte fals și a unei tone de machiaj, comunicând emoții neadevărate folosind urlete prelungite atent practicate.” Și cei de la Australian Idol au primit recenzii negative: „ei urlă și înfrumusețează [cântecul] cu o pseudo-pasiune, vocile lor fiind pline de un vibrato provenit din țipatul fălcilor. Ei produc sunete grandioase ce nu înseamnă nimic, în afara necesitații interpretului de grandoare. Notele sunt întinse și contorsionate fără a mai putea fi recunoscute, ca și cum solistul este disperat să găsească o melodie pe care nici el, nici audiența, nu o recunoaște.”